# Naturales quaestiones
Naturales quaestiones ist ein Werk über Erscheinungen und Fragen der Natur, das Seneca 62 bis 63 n. Chr. verfasst hat. Seneca zeigt sich dabei als Sammler der Erkenntnisse zahlreicher, hauptsächlich griechischer Autoren. Der Stoff ist – folgend der Einteilung der Kosmologie in Himmelskunde, Meteorologie und Erdkunde – auf Themen der Meteorologie eingeschränkt. Seneca ist damit in der Tradition älterer Autoren, wie Aristoteles und Poseidonios.

## Aufbau und Gesamtgestaltung
Das Werk besteht aus 8 Einzelbüchern, die unterschiedlichen Themen gewidmet sind. Das Einzelbuch gliedert sich im Allgemeinen in ein Vorwort, den Hauptteil mit den stoffbezogenen Thesen und einen Schlussteil. In allen Büchern außer dem verstümmelten Buch IVb und Buch VII wendet sich Seneca an seinen Freund Lucilius Junior. Das Vorwort und der Schlussteil enthalten meistens philosophisch-ethische Ausführungen, so dass eine einzigartige Mischung naturwissenschaftlicher und ethischer Themen vorliegt. In den naturwissenschaftlichen Hauptteilen übermittelt Seneca jeweils die Ausführungen mehrerer Autoren. Er bewertet sie auch und legt dar, welcher der häufig sehr kontroversen Theorien er sich anschließt.

## Inhalt der einzelnen Bücher

### Buch I – Meteorbuch
Seneca behandelt verschiedene Lichterscheinungen, die hauptsächlich durch das Sonnenlicht in Wolken, Wassertropfen usw. hervorgerufen werden. Zentral steht die Schilderung des Regenbogens und Theorien seiner Entstehung. Diese naturwissenschaftlichen Beobachtungen werden durch die Praefatio, in der die Beschränktheit des Menschen im Vergleich zu Natur und Gottheit thematisiert wird, und ein moralisierendes Schlusswort eingerahmt. Hier schildert Seneca ausführlich den Gebrauch von Spiegeln bei erotischen Szenen, wobei er auch den Namen des von ihm zutiefst verachteten Mitbürgers nicht zurückhält.

### Buch II – Gewitterbuch
Thema des Buches sind die Beschreibung von und Theorien zur Entstehung von Blitz und Donner. In den vorwortartigen Eingangskapiteln (1–11) stellt Seneca seine Einteilung der Materie und der Welt vor, sowie eine Schilderung der Eigenschaften der Luft. Abgeschlossen wird das Buch wieder durch moralische Überlegungen. Diesmal setzt sich Seneca mit der Todesangst auseinander (Kapitel 59). Da der Tod unvermeidbar sei, soll man Blitz und Donner nicht fürchten. Polemisch fragt er: honestius putas deiectione perire quam fulmine? (Hältst du es für ehrenvoller, an Durchfall zu sterben, als am Blitz?) Der Hauptteil gliedert sich in zwei Abschnitte (Kapitel 12–30, 54–58), die sich mit naturwissenschaftlichen Erklärungen beschäftigen, und die davon eingeschlossenen Kapitel (31–53), hauptsächlich über Blitze (Divination, Mantik).
Seneca zitiert zahlreiche Naturforscher, am ausführlichsten Aristoteles. Nach dessen Meteorologica (Buch 2, Kapitel 9) wird durch heiße, feuchte und trockene Ausdünstung von der Erde in Wolken Blitz und Donner erzeugt (Kapitel 12). Ähnlich äußert sich Poseidonius (Kapitel 54). Asklepodot verweist auf einen Ausbruch des Ätna und führt die Blitze, die man dabei sah, auf die Reibung trockener Partikel zurück (Kapitel 30). Nach Senecas eigenen Überlegungen ist der Blitz Feuer und wird durch Reibung hervorgerufen, wie beim Feuer machen durch Hirten (Kapitel 21 f.).
Den Zickzack-Lauf des Blitzes erklärt er sich dadurch, dass Feuer gemäß seiner Natur nach oben strebt, aber durch die Luft nach unten gedrückt wird.
Der Blitz wird als voraussagendes Zeichen für Ereignisse und Schicksale aufgefasst (Kapitel 32). Allerdings wird zwischen der mehr naturwissenschaftlichen/realitätsnahen Sichtweise der Stoiker und der mehr göttlichen/abergläubischen der Epikuräer unterschieden. Für die etruskische Lehre benutzt Seneca den spätrepublikanischen Gelehrten Aulus Caecina als Quelle. Für seine angebliche Beobachtung, dass Wein durch Blitzschlag gelatum (gefroren, erstarrt, verdickt) werde und, wieder verflüssigt getrunken, zu Wahnsinn und Tod führe, gibt es keine Quelle.

### Buch III – Wasserbuch
Wieder rahmen ein Vorwort (naturwissenschaftliches Schreiben wird gegenüber der Geschichtsschreibung positiv gewertet) und ein Epilog (eine eindrucksvolle Schilderung der Sintflut) die naturwissenschaftlichen Ausführungen ein. Behandelt werden verschiedene Theorien der Entstehung der Flüsse, des Grundwassers und der Eigenschaften des Wassers. Der obligatorische moralkritische Abschnitt dieses Buchs (Kapitel 17–19) geißelt die Unsitte, Fische, vor allem Seebarben, lebendig auf den Tisch zu bringen und sich an ihren im Todeskampf wechselnden Farben zu ergötzen, bevor man sie vor den Augen der Gäste zubereitet.

### Buch IVa – Nilbuch
Nach einer Praefatio an Lucilius schildert Seneca den Nil und insbesondere die Nilschwemme. Zur Zeit der größten Hitze und Dürre überschwemmt der Nil das Land und ist die einzige Hoffnung der Bauern auf eine gute Ernte. Danach überliefert Seneca vier der damals bekannten Theorien der Ätiologie der Nilschwelle und diskutiert sie.
- Schneeschmelze im Äthiopischen Gebirge (Anaxagoras). Das kann nicht sein, da im glühend heißen Äthiopien kein langandauernder Schnee fällt.
- Etesien stauen den Nil. Thales und Euthymenes gehen überdies davon aus, dass der Nil mit dem Atlantik verbunden sei. Die Zeit und Dauer der Etesien stimmt aber nicht mit der Nilschwemme überein. Auch brächte das Meer klares Wasser und nicht schlammiges wie der Nil.
- Jahreszeitlicher Temperaturwechsel in unterirdischen Wasseradern (Oinopides von Chios). Dies müsste aber für alle Flüsse gelten und nicht nur für den Nil.
- Die von der Sonne ausgedörrte Erde zieht aus der Umgebung, auch aus dem Meer in unterirdischen Kanälen Wasser ab (Diogenes von Apollonia). Bei der Diskussion dieser Theorie bricht der Text ab.

Weiteren Theorie finden sich aber in dem Werk De mensibus des spätantiken Schriftstellers Johannes Lurentius Lydos. Da in diesem Werk das Nilbuch Senecas weitgehend als Quelle benutzt wird, kann man davon ausgehen, dass auch diese Theorien. die im verstümmelten Text fehlen, daher stammen. Darunter ist der Bericht des Kallisthenes, der in seiner Hellenika behauptet, bei seiner Teilnahme am Alexanderzug in Äthiopien die mächtigen Sommerregen erlebt zu haben, die den Nil anschwellen lassen. Diese – im Prinzip richtige – Sommerregentheorie findet sich auch bei weiteren antiken Naturforschern (Poseidonius, Theophrastos von Eresos). Allerdings führte der Alexanderzug nicht über Äthiopien und eine Exkursion dorthin ist auch nicht belegt.

### Buch IVb – Wolkenbuch
Der Anfang des Buches ist verloren. Es setzt mit einer Schilderung des Hagels und des Schnees ein. Ganz entschieden lehnt Seneca in Kapitel 6 die abergläubische Vorstellung ab, durch ein Blutopfer Hagel abwenden zu können. In Kapitel 8 bis 12 bildet er Theorien über den Temperaturanstieg bei steigender Lufthöhe und die damit zusammenhängende Schneebildung. Das Buch klingt mit einer harschen Kritik des luxuriösen Lebensstils aus, Eis und Schnee zur Kühlung von Speisen und Getränken zu verwenden.

### Buch V – Windbuch
Das Buch beginnt ohne Praefatio direkt mit einer Definition: ventus est fluens aër (Wind ist fließende Luft). In den Kapiteln 2 bis 6 werden Theorien der Windentstehung vorgestellt (Ausdünstung der Erde, Luftabgabe des verdauenden Erdtiers, Lebenskraft der Luft). In Kapitel 7 bis 17 beschreibt Seneca unterschiedliche Winde und entwickelt eine Windrose mit 4 bzw. 12 unterschiedenen Winden. Von einer kurzen Schilderung des segensreichen Wirkens des Windes leitet Seneca über zu einer langen moralphilosophischen Deklamation (Kap. 18, 10):
quousque nos mala nostra rapuerunt? parum est intra orbem suum furere
Wie weit haben uns unsere Übel gebracht? Da reicht es nicht, in der eigenen Welt zu rasen.

### Buch VI – Erdbebenbuch
Ausgehend von dem Erdbeben in Kampanien, das vor kurzem sowohl in Pompeji als auch Herculaneum großen Schaden angerichtet hatte, geht Seneca auf die Angst ein, die ein Erdbeben hervorruft. Ab Kapitel 4 bis 20 werden zahlreiche Erdbebentheorien ausgebreitet, die meisten mit dem Namen eines Philosophen verknüpft, der sie vertritt. Feuer, Wasser, Luft werden als Ursache genannt, auch mehrere zusammenwirkend. Ab Kapitel 21 entwickelt Seneca seine eigene Meinung: eindringende Luft, die unterirdischen Hohlräume unter großem Druck vollständig ausfüllt, sei die Ursache. Er berichtet auch interessante Beobachtungen von dem Erdbeben in Kampanien, so in Kapitel 27, dass Schafe durch die giftigen Dünste gestorben waren, und in Kapitel 31, dass die elastischen Lehmmauern letztlich besser standhielten, als die Steinmauern.

### Buch VII – Kometenbuch
Seneca hat eine große Anzahl von Theorien zusammengestellt, die er diskutiert. Möglicherweise lag ihm dabei ein Exzerpt der nicht überlieferten Kometendarstellung des Poseidonios vor. In Kapitel 4–10 widerlegt er vehement die von mehreren Astronomen vertretene Theorie, die Kometen seien Ausdünstungen der Gewässer und Luftwirbel. Besonders wendet er sich dabei gegen einen Astronomen Epigenes; eventuell ist es der bei Plinius (Naturalis historia VII, 193) genannte Epigenes. Ebenso verwirft er die These, dass es sich um den Widerschein der Vereinigung zweier Gestirne handele (Kapitel 19), die Meinung Aristoteles’, dass Kometen ein Wetterzeichen seien (Kapitel 28), und anderes. Hingegen zeigt er sich überzeugt von den Ausführungen des Apollonios von Myndos (Kapitel 4, 22 ff.), der sonst unbekannt ist, dass Kometen den Planeten (stellae errantes) gleichzusetzen seien. Den häufig genannten Einwand, dass sich Planeten im Tierkreis bewegen, Kometen aber in mehreren Himmelsgegenden, wischt er mit einem Hinweis auf künftiges Wissen hinweg (Kapitel 25).
Hiermit leitet Seneca auf die letzten Kapitel über, in denen er bedauert, dass dem Menschen nur ein so kleiner Teil der Schöpfung verständlich sei:
neque enim omnia deus homini fecit. quota pars operis tanti nobis committitur?
Nicht alles nämlich hat die Gottheit für den Menschen geschaffen. Welch kleiner Teil dieses Riesenwerkes ist uns zugänglich?
und dass der Mensch sich so wenig bemühe, seine Erkenntnis zu erweitern.

## Überlieferung und Weiterleben
Zwar wurden die Naturales quaestiones im Mittelalter weit weniger rezipiert als andere naturwissenschaftliche, antike Schriften. Sie wurde auch weniger gelesen als andere Schriften Senecas. Sie wurde aber doch nicht völlig außer Acht gelassen. Für eine wichtige Schrift des Bischofs und Gelehrten Albertus Magnus, die Meteora, bildet sie neben der Meteorologica des Aristoteles das tragende Fundament.
Es wurden circa 50 Handschriften aus dem 12. bis 14. Jahrhundert überliefert, die alle dieselbe Textlücke etwa in der Mitte des Textes aufweisen, aber bezüglicher der Anordnung der Bücher in 2 Gruppen zerfallen. Die eine Gruppe gliedert die Bücher so: I II III 25,6 IVb V VI VII, die andere: IVb V VI VII I II III IVa. Erst 1907 verfertigte Alfred Gercke eine vollständige Textausgabe.

## Textausgabe und Übersetzung
- Paul Oltramare (Hrsg.): Sénèque. Questions Naturelles. Paris, 1. Aufl. 1929, 2. Aufl. 1961, 3. überarb. Aufl. 2003, Les Belles Lettres.
- L. Annaeus Seneca: Naturwissenschaftliche Untersuchungen. Hrsg. und übers. von Martinus F. A. Brok. Darmstadt 1995.
- Harry M. Hine (Hrsg.): L. Annaei Senecae Naturalivm qvaestionvm libros. Stuttgart [u. a.] 1996.
- L. Annaeus Seneca: Naturales quaestiones. Naturwissenschaftliche Untersuchungen. Lateinisch/Deutsch. Übers. und hrsg. von Otto und Eva Schönberger. Stuttgart 1998.